# Reinhilde Decleir
Reinhilde Louisa Laura Maria Decleir (Brasschaat, 16 mei 1948 – Borgerhout, 6 april 2022) was een Vlaams televisie- en theateractrice en regisseur.

## Biografie

### Carrière
In het theater speelde Decleir onder andere bij de Blauwe Maandag Compagnie, het Toneelhuis en Theater Antigone in onder andere En verlos ons van het kwade, In de naam van de Vader en de Zoon, Ten oorlog en Nachtlied en regisseerde onder andere Overleie, The Best of Shakespeare, Just of Faust en de Luizenopera.
Decleir was docent aan Studio Herman Teirlinck. Zij richtte in 2007 Tutti Fratelli op, een theatergezelschap voor mensen die minder kansen krijgen in de maatschappij.
Decleir speelde mee in een aantal Vlaamse films en tv-reeksen. In 2009 had ze de hoofdrol als Maria 'moemoe' Vangenechten in de televisieserie Van vlees en bloed.

### Privéleven en overlijden
Ze was de jongste van vijf kinderen, waaronder ook haar broers acteur Jan Decleir (1946) en Dirk Decleir (1942–1974). Met acteur Paul Wuyts (1948–2012) kreeg ze een zoon.
Decleir overleed op 73-jarige leeftijd ten gevolge van euthanasie; ze had kanker.

## Rollen film en televisie
- Grond (2021): Rozanne
- Into the Night (2020): moeder van Rik (1 aflevering)
- De Infiltrant (2018): moeder Desmedt
- Beau Séjour (2017): Renee Brouwers
- Eng (2016): tante Agneta
- Chaussée d'Amour (2016): Magda
- Voor wat hoort wat (2015): Dominic
- De zonen van Van As (2014): Vrouw van Fernand
- Aspe (2014): Charlotte François
- Marsman (2014): Rosa
- Cordon (2014)
- De Elfenheuvel (2013): een van de zusters de Saegher
- Frits & Franky (2013): tante Jos
- Loslopend wild (2012-2022): Verschillende rollen
- Code 37 (1 episode, 2011): conciërge
- De Ronde (televisieserie, 2011)
- Zone Stad (politieserie, 2010): Paula Van Heerden
- Van vlees en bloed (televisieserie, 2009): Maria Vangenechten
- 2 Straten verder (2009): Vrouw Freddy
- 180 (2008): Sociaal assistente
- Blind (2007): verpleegster
- Duffel (2007): barones
- Aspe (1 episode, 2007): Jeanne Looiers
- Dennis van Rita (2006): Arlette
- The Sunflyers (2005)
- De Wet volgens Milo (1 episode, 2005): uitzendkracht
- Lili & Marleen (2 episodes, 1999-2003): Berta / Vrouw uit 'De lachende koei'
- Raf en Ronny III (televisiereeks, 2001): Lucienne/zichzelf
- Twee straten verder (televisieserie, 2000)
- Pony Palace (tv, 2000)
- Raf en Ronny II (televisiereeks, 1999): Lucienne
- Kulderzipken (2 episoden, 1997): Sint Lutgardis / ...
- Langs de Kade (1 episode, 1993)
- Moeder, waarom leven wij? (1993): Maria
- De Witte van Sichem (1980): Gipsy
- Doctor Vlimmen (1978): Keeke Mulder
- Als schilders konden spreken (1976) (tv)
- Niet alle dieven komen ongelegen (1976) (tv): Anna
- Camera sutra (of de bleekgezichten) (1973)
- De Gevangenis (1970) (tv): juffrouw Bennett

## Erkenning
- 2010: Vlaamse Televisie Sterren 2010: nominatie als Beste Actrice in de tv-serie Van vlees en bloed.
- 2011: Louis Paul Boonprijs
- 2014: Burgerschapsprijs Stichting P&V
- 2015: Ereteken van de Vlaamse Gemeenschap[5]
- 2015: Prijs van de Gelijkheid[6]
- 2016: Arkprijs van het Vrije Woord voor haar inzet bij het sociaal-artistiek collectief Tutti Fratelli[7]
- 2021: Groot Erekruis in de Kroonorde (Nederland) voor haar jarenlange verdienste in de artistieke sector.[8]
- 2023 Commandeur in de Kroonorde [9]

## Trivia
- De moeder van Reinhilde Decleir, Caro Huyck, was de zuster van Louisa Huyck, echtgenote van Nestor Gerard.

- Gemeinsame Normdatei: 1080166300
- MusicBrainz: 4d66acaa-f0b6-44f3-8ef5-34ed82f79dc9
- Virtual International Authority File: 72145067077066630703
- WorldCat: E39PBJdM93gQcpFTktF7VwC4v3